# Rosselia bracteata
Rosselia bracteata ist ein Baum in der Familie der Balsambaumgewächse aus Neuguinea, es ist ein Endemit auf der Insel Rossel des Louisiade-Archipels. Die Insel selbst ist nach dem französischen Astronomen Élisabeth Paul Eduard de Rossel (1765–1829) benannt. Die Art ist die einzige in der Gattung Rosselia.

## Beschreibung
Rosselia bracteata wächst als Baum mit brauner Borke.
Die Laubblätter an den Zweigenden sind unpaarig gefiedert mit 3–7 Blättchen. Die Blättchen sind ganzrandig und das Endblättchen ist herzförmig.
Rosselia bracteata ist zweihäusig diözisch. Die Blütenstände bestehen aus gestielten Zymen an einer Hauptachse, die jeweils von einem großen, blattartigen und herzförmigen, haltbaren Tragblatt unterlegt sind. Die Blüten sind dreizählig mit doppelter Blütenhülle. Es sind in den männlichen Blüten 6 Staubblätter und ein kleiner Pistillode vorhanden. In den weiblichen Blüten sind Staminodien vorhanden und der Fruchtknoten ist dreikammerig mit einem langen Griffel mit dreilappiger Narbe. Es ist jeweils ein Diskus vorhanden.
Es werden birnenförmige und zugespitzte, zusammengesetzte, einsamige Steinfrüchte mit einem knochigen Steinkern (Pyrene) gebildet.

## Taxonomie
Die Erstbeschreibung erfolgte 1994 durch Lewis Leonard Forman in Kew Bull. 49: 603.